# Frank Ferrer
Frank Ferrer (Nova Iorque, 25 de março de 1966) é um músico americano, mais conhecido por ter sido baterista da banda de hard rock Guns N' Roses, com quem tocou, apresentou-se em turnês e gravou de 2006 a 2025, e após 19 anos, foi o baterista com maior tempo de permanência na história da banda. Na sua carreira, já tocou em diversos projetos como Love Spit Love (com Richard Fortus), Honky Toast (com Richard Fortus), The Psychedelic Furs (com Richard Fortus), Perry Farrell, The Beautiful, Pisser, Wyclef Jean, Robi Draco Rosa, Srah Clifford, entre outros. Em sua discografia, há 16 álbuns, gravados com diversos artistas, e 10 turnês. Em 2006, o Guns N' Roses necessitava de alguém para substituir Brain Mantia, que acabava de ser pai, e alegava necessitar de um tempo com a sua família. Frank já tinha certa amizade com Richard Fortus e excursionava com a banda algumas vezes. Logo, Frank foi a primeira opção para o GN'R. Apesar de ter entrado na banda pouco antes do lançamento de Chinese Democracy, algumas partes de Frank estão presentes no álbum.

## Discografia
Com o Guns N' Roses:
- Chinese Democracy (2008)